# 老蘇村

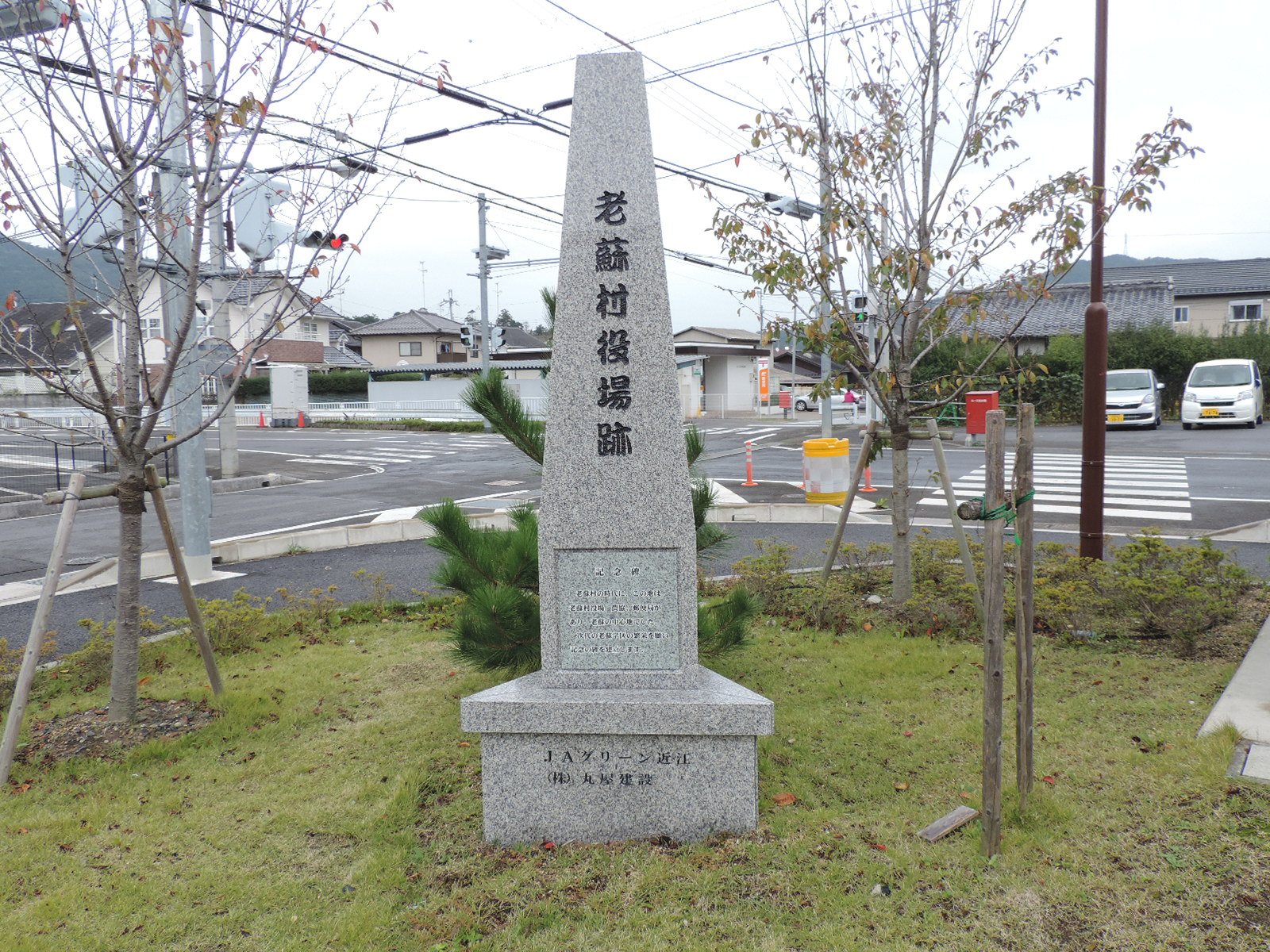
かつて村役場があったことを示す石碑

老蘇村（おいそむら）は、滋賀県蒲生郡にあった村。現在の近江八幡市安土町各町の南端部および東近江市五個荘清水鼻町にあたる。

## 地理
- 山岳：舟岡山
- 河川：山本川

## 歴史
- 1889年（明治22年）4月1日 - 町村制の施行により、石寺村・内野村・東老蘇村・西老蘇村・清水鼻村の区域をもって発足。
- 1954年（昭和29年）4月1日 - 安土村と合併して安土町が発足。同日老蘇村廃止。

## 交通

### 鉄道路線
現在は旧村域を東海道新幹線が通過するが、当時は未開業。

### 道路
- 国道8号

## 史跡
- 奥石神社（老蘇森）
- 観音寺城

## 著名な出身者
- 山岸巳代蔵 - 幸福会ヤマギシ会創立者[1]